# Peperomia unduavina
Peperomia unduavina é uma espécie de planta do gênero Peperomia e da família Piperaceae. 

## Taxonomia
A espécie foi descrita em 1914 por Casimir de Candolle. 
O seguinte sinônimo já foi catalogado:  
- Peperomia suboppositifolia  Yunck.

## Forma de vida
É uma espécie epífita e herbácea. 

## Descrição
| Caule            | Caule                 |
| ---------------- | --------------------- |
| crescimento      | prostrado/decumbente  |
| tricoma          | presente              |
| forma            | cilíndrico            |
| Folha            |                       |
| filotaxia        | alterna/oposta        |
| tricoma          | presente em amba face |
| glândula         | conspícuo             |
| consistência     | papirácea             |
| forma            | arredondada/obovada   |
| base             | aguda                 |
| ápice            | obtuso/arredondado    |
| nervação         | acródroma             |
| margem           | com tricoma           |
| Inflorescência   |                       |
| tipo             | espiga                |
| raque            | lisa                  |
| raque            | glabra                |
| Fruto            |                       |
| forma            | globoso               |
| ápice            | oblíquo               |
| pseudo cúpula    | ausente               |
| pedicelo         | ausente               |
| posição na raque | inserido              |

## Conservação
A espécie faz parte da Lista Vermelha das espécies ameaçadas do estado do Espírito Santo, no sudeste do Brasil. A lista foi publicada em 13 de junho de 2005 por intermédio do decreto estadual nº 1.499-R. 

## Distribuição
A espécie é encontrada no estado brasileiro de Espírito Santo.